# Zora Achtnich
Zora Achtnich (* 27. März 1997) ist eine deutsche Schauspielerin.

## Leben
Zora Achtnich spielte seit ihrem neunten Lebensjahr Kinder- und Jugendtheater. Ebenfalls im Alter von neun Jahren erhielt sie ihre erste Fernseh-Nebenrolle im ARD-Film Schöne Aussicht unter der Regie von Erwin Keusch. Von 2008 bis 2015 spielte sie die Rolle der Celine Raichle in der SWR-Familienserie Tiere bis unters Dach, 2013 übernahm sie die Hauptrolle der Caro in Nichtschwimmer.
Achtnich lebt in der Nähe von Freiburg im Breisgau im Landkreis Breisgau-Hochschwarzwald.

## Filmografie
- 2006: Schöne Aussicht (Fernsehspiel, ARD)
- 2010–2015: Tiere bis unters Dach
- 2013: Nichtschwimmer